# Wilhelm May (Chronist)
Hans Wilhelm May (* 25. Juni 1940 in Haldensleben; † 24. August 2010 in Sondershausen) war ein deutscher Chronist und Publizist der Kreisstadt Sondershausen in Thüringen. Als Diplom-Ingenieur wirkte er in Sondershausen in der Forschung der Kaliindustrie der DDR.
Mays Vater fiel im Zweiten Weltkrieg, so dass er mit Mutter und Schwester im Pfarrhaus seines Onkels, des katholischen Pfarrers Alfons May, in Salzwedel bzw. ab 1948 in Bad Dürrenberg lebte und dort seine Kindheit verbrachte.
Nach dem Abitur studierte er Verfahrenstechnik in Dresden mit Abschluss als Diplom-Ingenieur. Ab 1965 wirkte er in Sondershausen in der Forschung der Kaliindustrie der DDR, bis nach der Wiedervereinigung das Ende der Kaliforschung kam und er seine Arbeitsstelle verlor.
Seit jener Zeit beschäftigte er sich intensiv im Archiv der Stadt Sondershausen und studierte deren Vergangenheit, so dass er bald den Status einer Koryphäe auf diesem Gebiet erlangte. Bis zu seinem Tod arbeitete er aufopferungsvoll und ehrenamtlich im Archiv und arbeitete die Geschichte der Stadt auf, wobei er auf manch „verborgene Entdeckung“ stieß. Zu den publizistischen Aufgaben, die er sich stellte, gehörten Beiträge zum Amtsblatt Sondershäuser Heimatecho.  Ein Teil (143 Artikel) ist in einem Sammelband (posthum) nachgedruckt.
In dem Buch Sondershausen – wie es einmal war wirkte er als Autor mit. Des Weiteren verfasste er für die 100-Jahr-Feier der katholischen Elisabeth-Kirche in Sondershausen ein Laienspiel mit dem Titel: Erinnerungen einer Hundertjährigen. Ein Glockenspiel aus der Sicht der Kirchenfenster.
Nach Krebserkrankungen und anderen gesundheitlichen Beeinträchtigungen starb Wilhelm May am 24. August 2010; er wurde am 1. September in Bad Dürrenberg beigesetzt.